# Chrysochlamys membrillensis
Chrysochlamys membrillensis är en tvåhjärtbladig växtart som först beskrevs av D'arcy, och fick sitt nu gällande namn av B. E. Hammel. Chrysochlamys membrillensis ingår i släktet Chrysochlamys och familjen Clusiaceae. Inga underarter finns listade i Catalogue of Life.